# Cristóbal Salazar Mardones

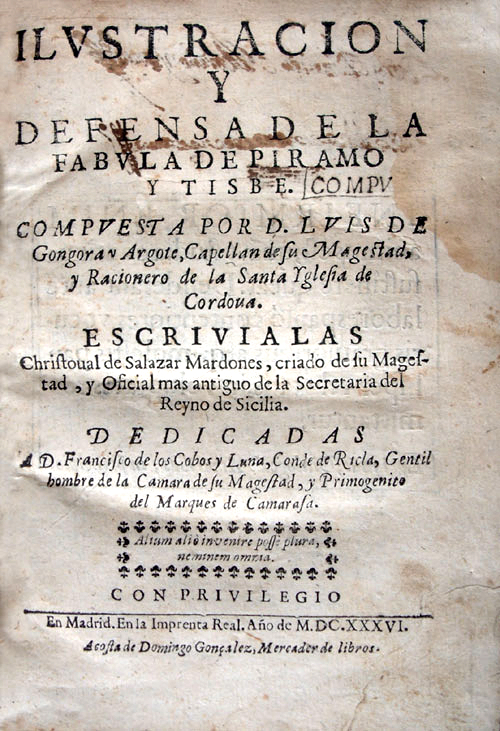
La Ilustración y defensa de la «Fábula de Píramo y Tisbe» (1636).

Cristóbal Salazar Mardones (nacido en Ronda, Provincia de Málaga, y fallecido en 1645) fue un abogado, historiador y crítico literario español conocido, fundamentalmente, por su comentario a la Fábula de Píramo y Tisbe de Góngora titulado Ilustración y defensa de la «Fábula de Píramo y Tisbe» y publicado en 1636.

## Biografía
Fue sobrino del obispo de Córdoba Diego de Mardones y vivió en Salamanca y en Madrid, lugar en el que obtuvo el cargo de Primer Oficial de Asuntos Seculares. Fue el segundo comentarista de la gongorina Fábula de Píramo y Tisbe, que ya había sido examinada en 1630 por Pellicer en sus Lecciones solemnes a las obras de don Luis de Góngora y Argote. A la Ilustración y defensa debe su fama, pues ha servido de guía para la elucidación del romance de Góngora, una de las obras más difíciles que compuso el poeta cordobés. Como crítico literario compuso también unos Comentarios a las obras de Montalbán
Del resto de su obra cabe destacar las crónicas De rebus rondensis, Crónica del Emperador Carlos V e Historia de la guerra entre los cristianos y los infieles.